# Specjalna Strefa Ekonomiczna Starachowice
Specjalna Strefa Ekonomiczna Starachowice – specjalna strefa ekonomiczna położona w centralnej Polsce, w województwie świętokrzyskim. Została utworzona rozporządzeniem Rady Ministrów z dnia 9 września 1997. Obecnie składa się z 16 podstref (zlokalizowanych również w czterech innych województwach). Na obszarze należącym do strefy znajdują się m.in.: Air Liquide Polska, Cersanit II, Grupa Azoty Zakłady Azotowe „Puławy”, Cerrad Sp. z o.o. i MAN Bus.
Na koniec września 2014 aktywnych było 76 zezwoleń, a 52 przedsiębiorców zatrudniało pracowników (łącznie 6332 osób). Zrealizowane do tego momentu inwestycje wyniosły 1852,94 mln zł. Rekordowe zatrudnienie w SSE Starachowice odnotowano w 2008, kiedy w przedsiębiorstwach zlokalizowanych na jej terenach zatrudnionych było 8030 osób. Najwięcej zezwoleń – 31 – wydano w 2000.
Specjalna Strefa Ekonomiczna Starachowice zajmuje łącznie powierzchnię 707,9814 ha.
W 2019 strefa otrzymała Odznakę Honorową Województwa Świętokrzyskiego.

## Podstrefy
Stan na czerwiec 2017. Uszeregowano pod względem powierzchni.

### Województwo świętokrzyskie

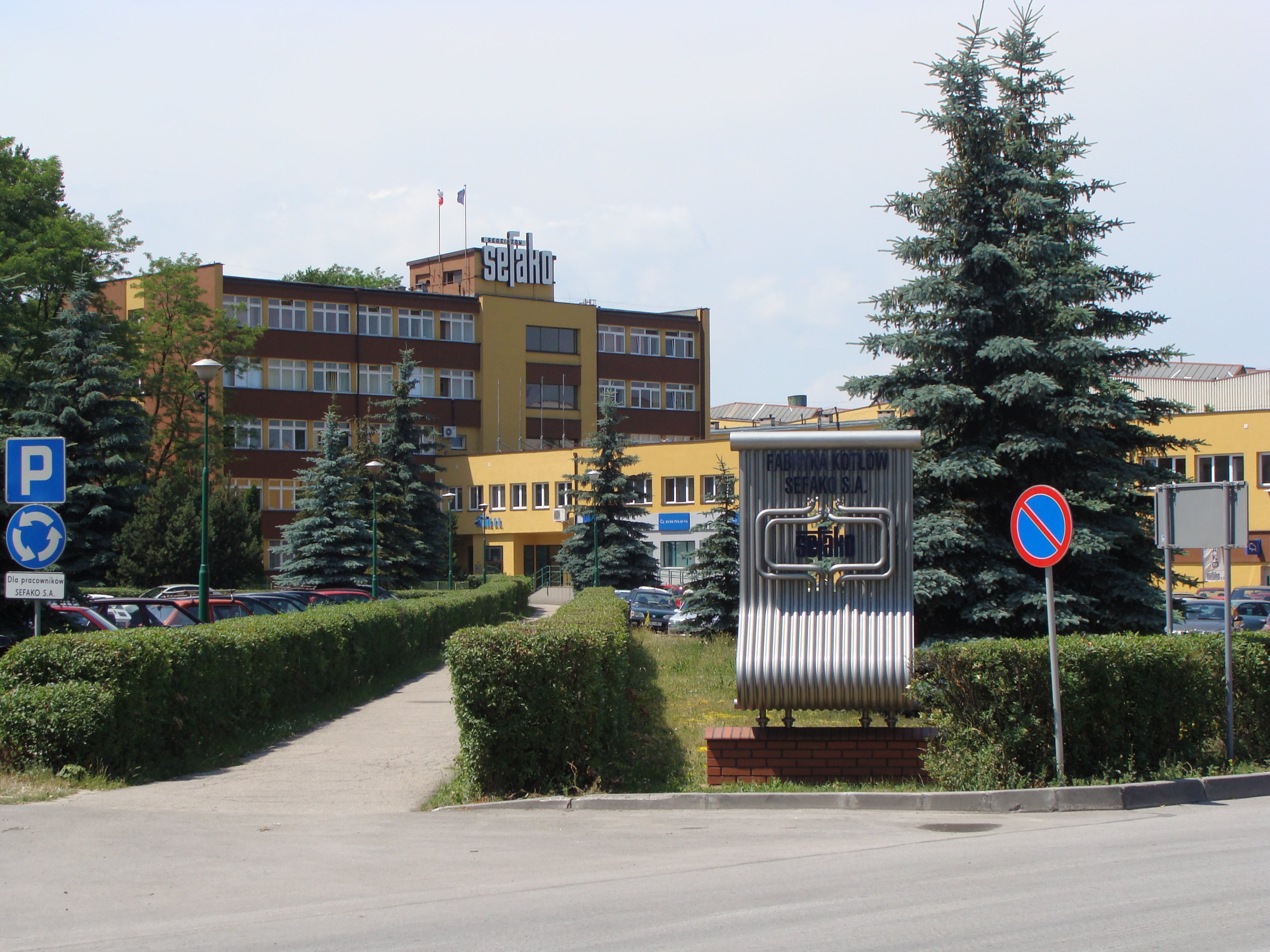
Fabryka Kotłów Sefako w Sędziszowie

- Podstrefa Starachowice – 169,2 ha (zagospodarowana w 95,93%)
  - Znajdująca się na jej terenie firma MAN Bus, w której fabryce zatrudnionych było w 2013 ok. 1,4 tys. pracowników, podjęła decyzję o koncentracji produkcji autobusów miejskich w Starachowicach i przeniesieniu do tego miasta całej linii montażu końcowego z Sadów (do końca 2016)[8]. W 2013 starachowicki zakład wraz z fabryką w Sadach wyprodukował 1512 autobusów (wzrost o 12,6% w stosunku do roku poprzedniego), natomiast sam wytworzył ponad 250 sztuk szkieletów konstrukcyjnych autokarów marki Neoplan[9].
- Podstrefa Końskie – 81,5 ha (zagospodarowana w 100%)
- Podstrefa Ostrowiec Świętokrzyski – 78,4 ha (zagospodarowana w 84,73%)
- Podstrefa Morawica – 64,3 ha (zagospodarowana w 45,2%)
- Podstrefa Połaniec – 39,4 ha (zagospodarowana w 0%)
  - Tereny połanieckiej podstrefy położone są w pobliżu obszarów Specjalnej Strefy Ekonomicznej Euro-Park Mielec. Zostały one połączone otwartym w 2014 mostem na Wiśle w Połańcu[10].
- Podstrefa Kielce – 26,1 ha (zagospodarowana w 78,8%)
  - Tworzy ją m.in. Kielecki Park Technologiczny oraz utworzony w 2024 roku Kielecki Park Przemysłowy; KPT włączony do SSE został na mocy rozporządzenia Rady Ministrów z dnia 14 grudnia 2010[11]. Dwie wcześniejsze próby włączenia KPT do strefy kończyły się odmową ministra gospodarki, który uznawał, że nie można łączyć działalności w parku technologicznym z działalnością w specjalnej strefie. Interpretacja przepisów dokonana przez Komisję Europejską wskazała, że takie rozwiązanie jest nie tylko możliwe, ale również wskazane[12].
- Podstrefa Stąporków – 19,9 ha (zagospodarowana w 49,69%)
- Podstrefa Sędziszów – 17,1 ha (zagospodarowana w 100%)
  - Na jej obszarze mieści się Fabryka Kotłów Sefako, produkująca kotły energetyczne i elementy ciśnieniowe. Spółka ta została wniesiona w I etapie konsolidacji do Polskiej Grupy Zbrojeniowej. W 2009 firma wybudowała nową halę produkcyjną o powierzchni 15,5 tys. m². Dzięki inwestycji wartej 65 mln zł stała się największym tego typu obiektem w Polsce[13]. Według danych z 2014 w Sefako zatrudnionych było ok. 1,3 tys. pracowników.
- Podstrefa Skarżysko-Kamienna – 14,9 ha (zagospodarowana w 39,96%)
- Podstrefa Staszów – 11,2 ha (zagospodarowana w 13,87%)
- Podstrefa Suchedniów – 6,7 ha (zagospodarowana w 100%)

### Pozostałe województwa
Województwo mazowieckie

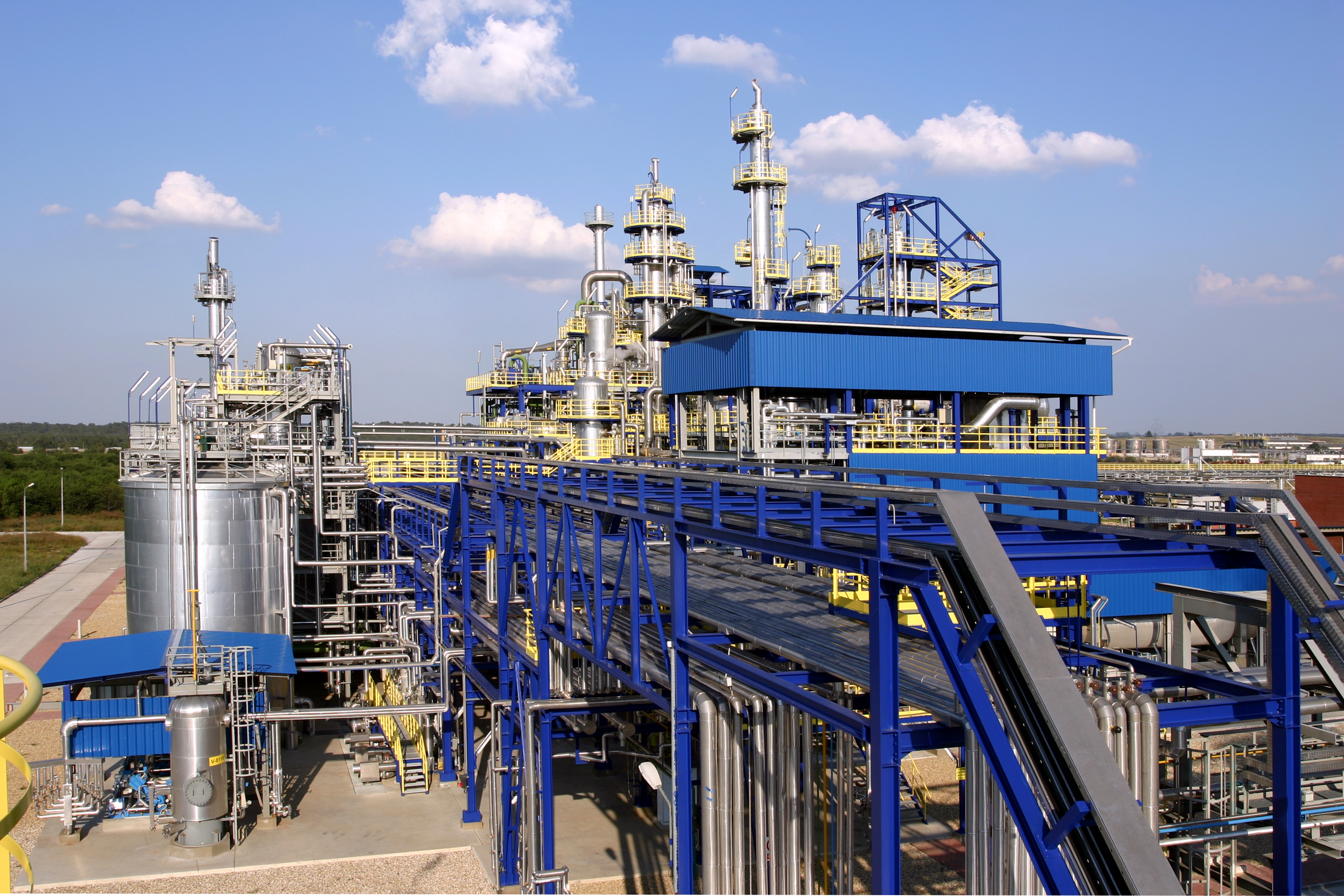
Grupa Azoty Zakłady Azotowe „Puławy”

- Podstrefa Iłża – 9,2 ha (zagospodarowana w 8,48%)
- Podstrefa Szydłowiec – 9,1 ha (zagospodarowana w 94,17%)

Województwo opolskie
- Podstrefa Tułowice – 15,8 ha (zagospodarowana w 100%)

Województwo łódzkie
- Podstrefa Mniszków – 4,0 ha (zagospodarowana w 100%)

Województwo lubelskie
- Podstrefa Puławy – 119,3 ha (zagospodarowana w 26,12%)